# Dej (stad)
Dej (ungerska: Dés, tyska: Desch) är en stad (municipiu) i länet Cluj i det historiska landskapet Transsylvanien i nordvästra Rumänien. Befolkningen uppgick till cirka 33 500 invånare 2011.